# Fammi volare/Affondare in te
Fammi volare/Affondare in te è l'unico singolo discografico della cantante barese Patrizia Danzi, pubblicato nel febbraio 1983.

## Fammi volare
Fammi volare, firmato Cavaros e M. Violante, è il brano con cui l'allora quindicenne Patrizia Danzi esordì alla XXXIII edizione del Festival di Sanremo dopo aver debuttato a Castrocaro 1982; prodotta da Tommy Cavalieri e co-prodotta da Claudio Cecchetto. La canzone non si classificò per la finale, pur rivelandosi un buon successo radiofonico. In seguito all'esperienza sanremese e ad una successiva partecipazione con il medesimo pezzo a Stramilano Ballando, la Danzi si ritirò da ogni circuito artistico e mediatico.

## Affondare in te
Il lato B del disco riporta la firma degli stessi autori del brano sanremese. Entrambi gli arrangiamenti sono affidati a M. Violante.

## Tracce
7" Cultura & Musica - STEREO ZBCM 7312
1. Fammi volare - 3:18 (Cavaros - M. Violante)
2. Affondare in te - 4:11 (Cavaros - M. Violante - Cavaros)